# 利普恰尼
48°31′25″N 27°29′25″E / 48.52361°N 27.49028°E
利普恰尼（烏克蘭語：Липчани），是烏克蘭西南部的村莊，隸屬文尼察州的莫希利夫-波季利斯基區。該村始建於1610年，面積2.3平方公里，海拔高度93米，2001年人口647，人口密度每平方公里281.3人。

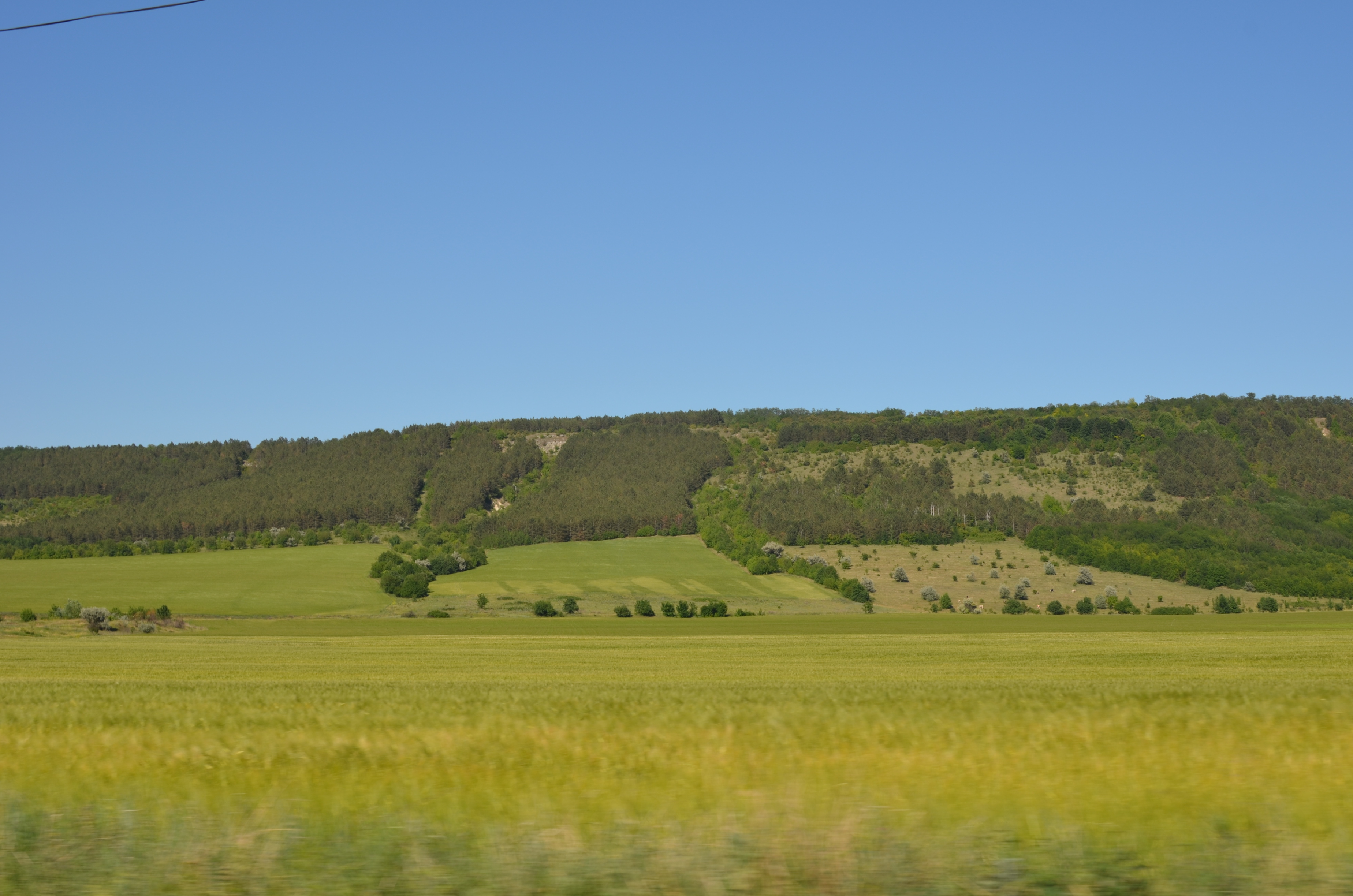
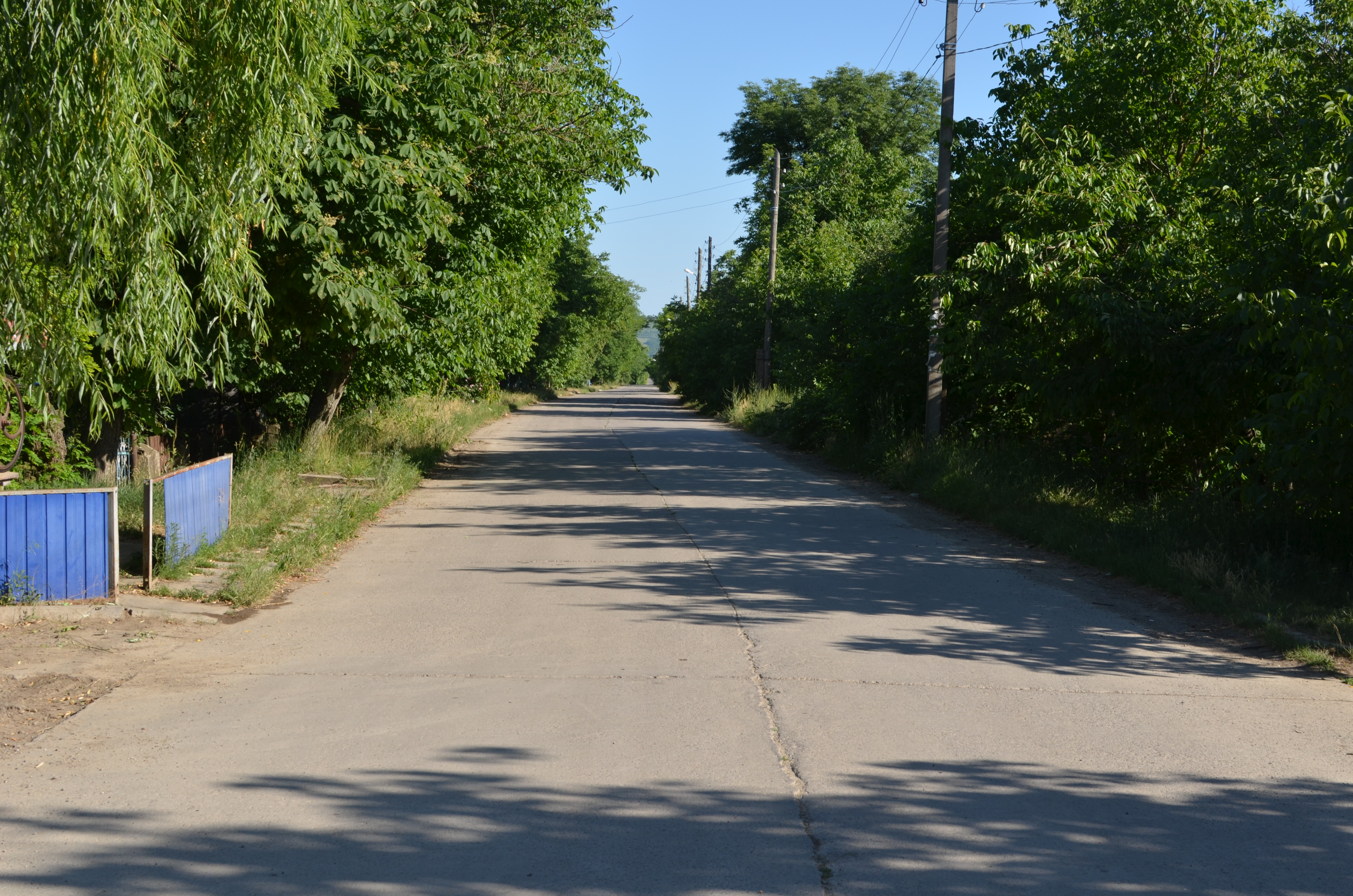
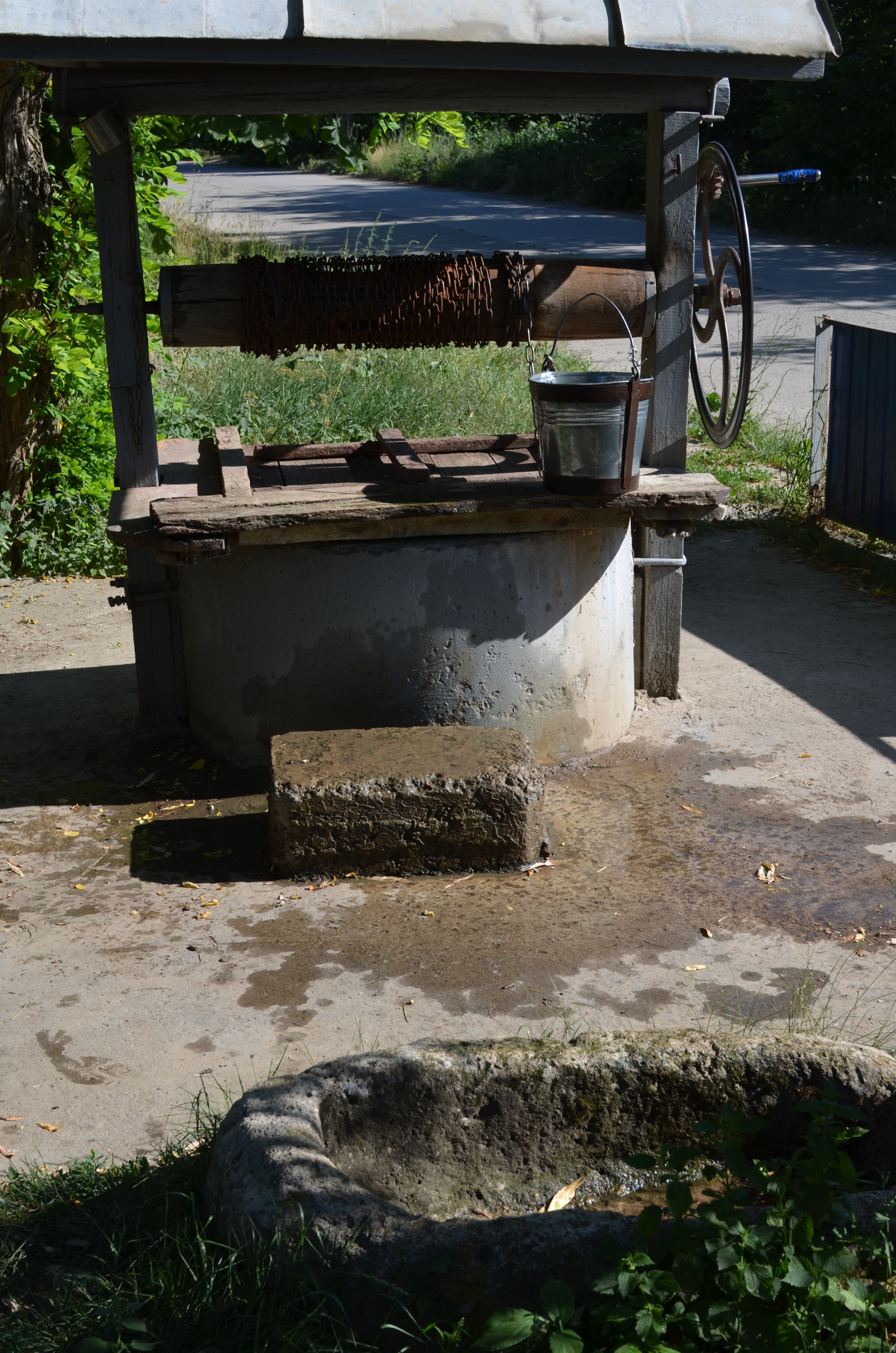
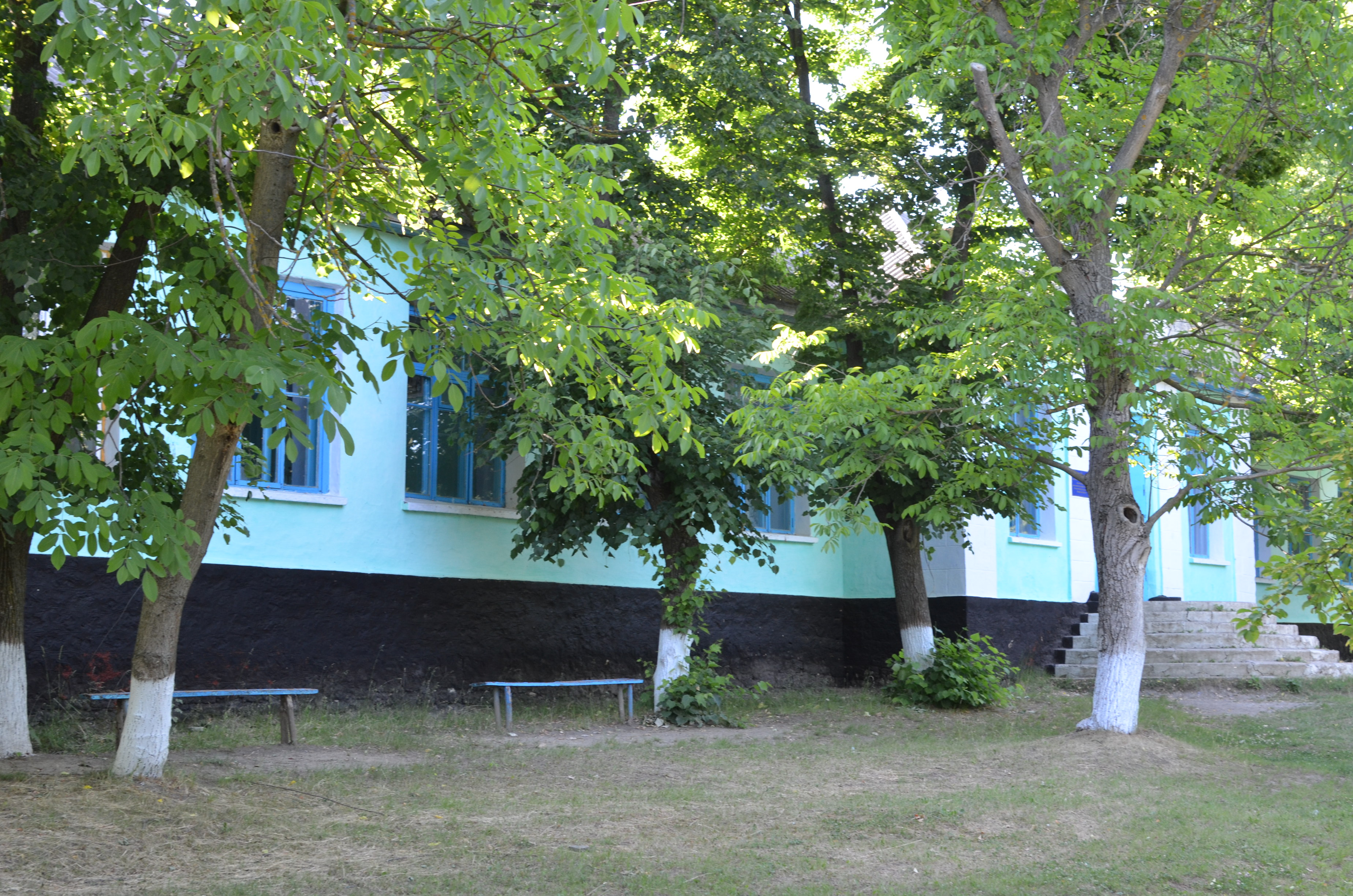
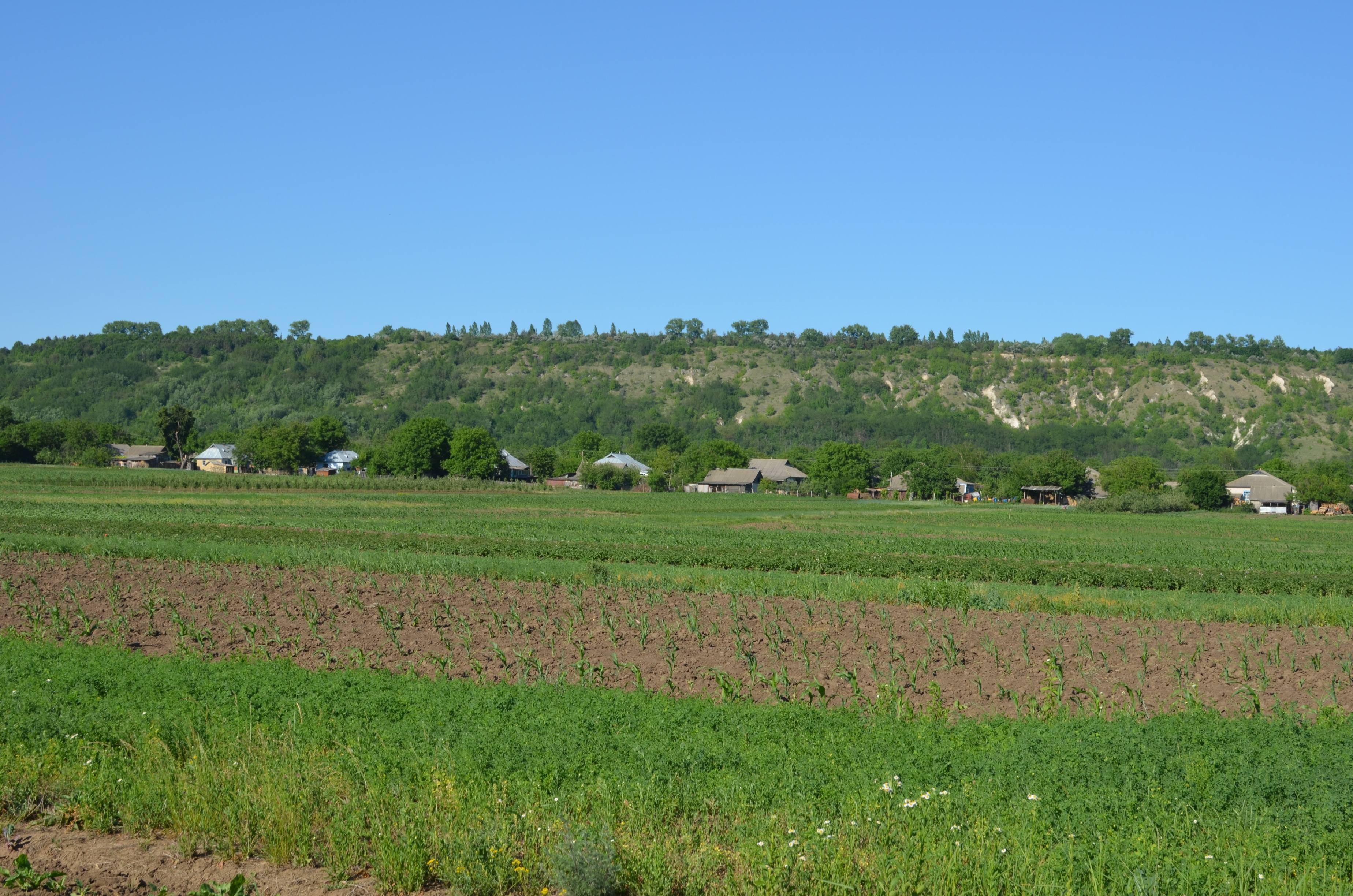
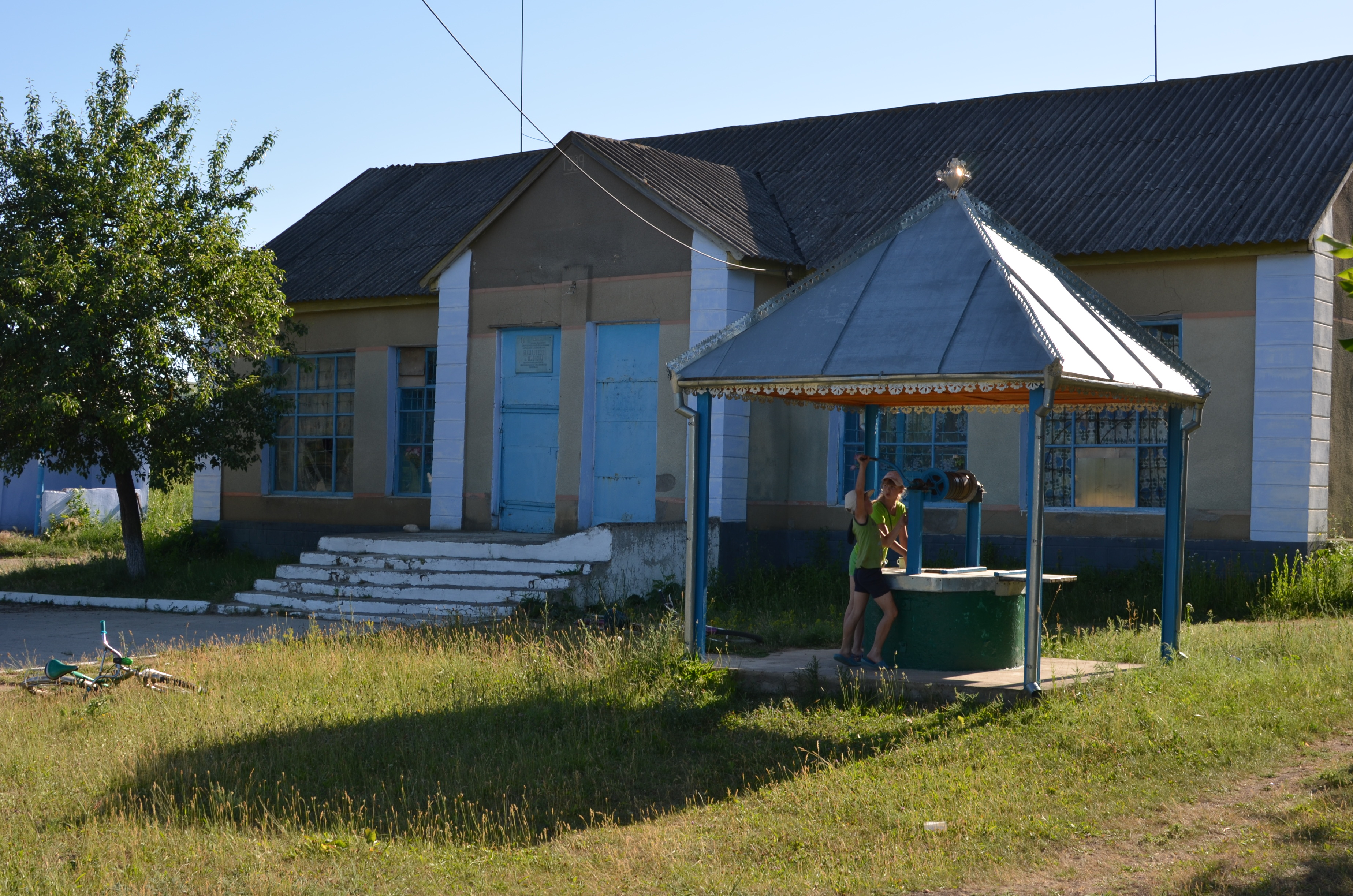
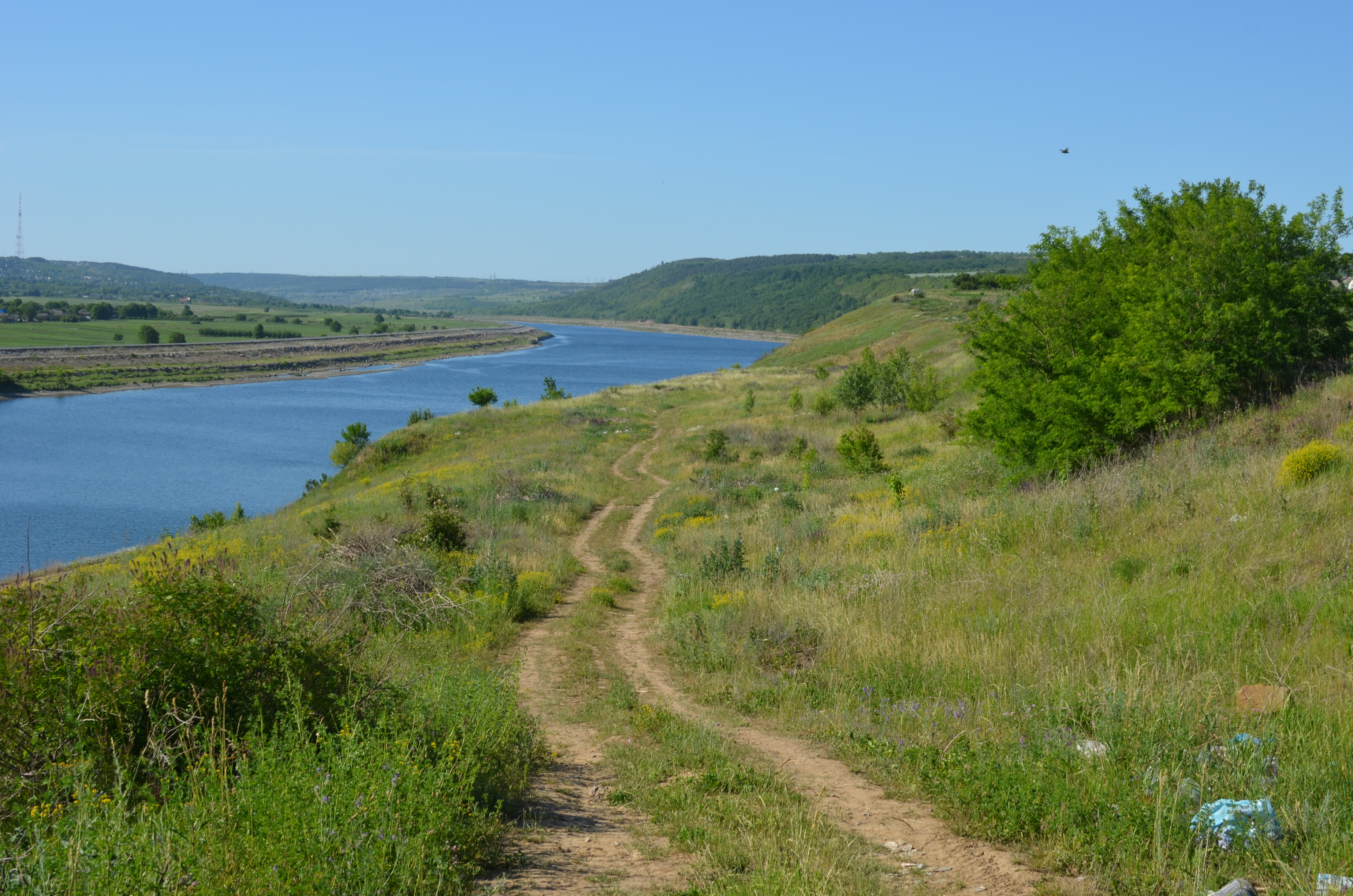
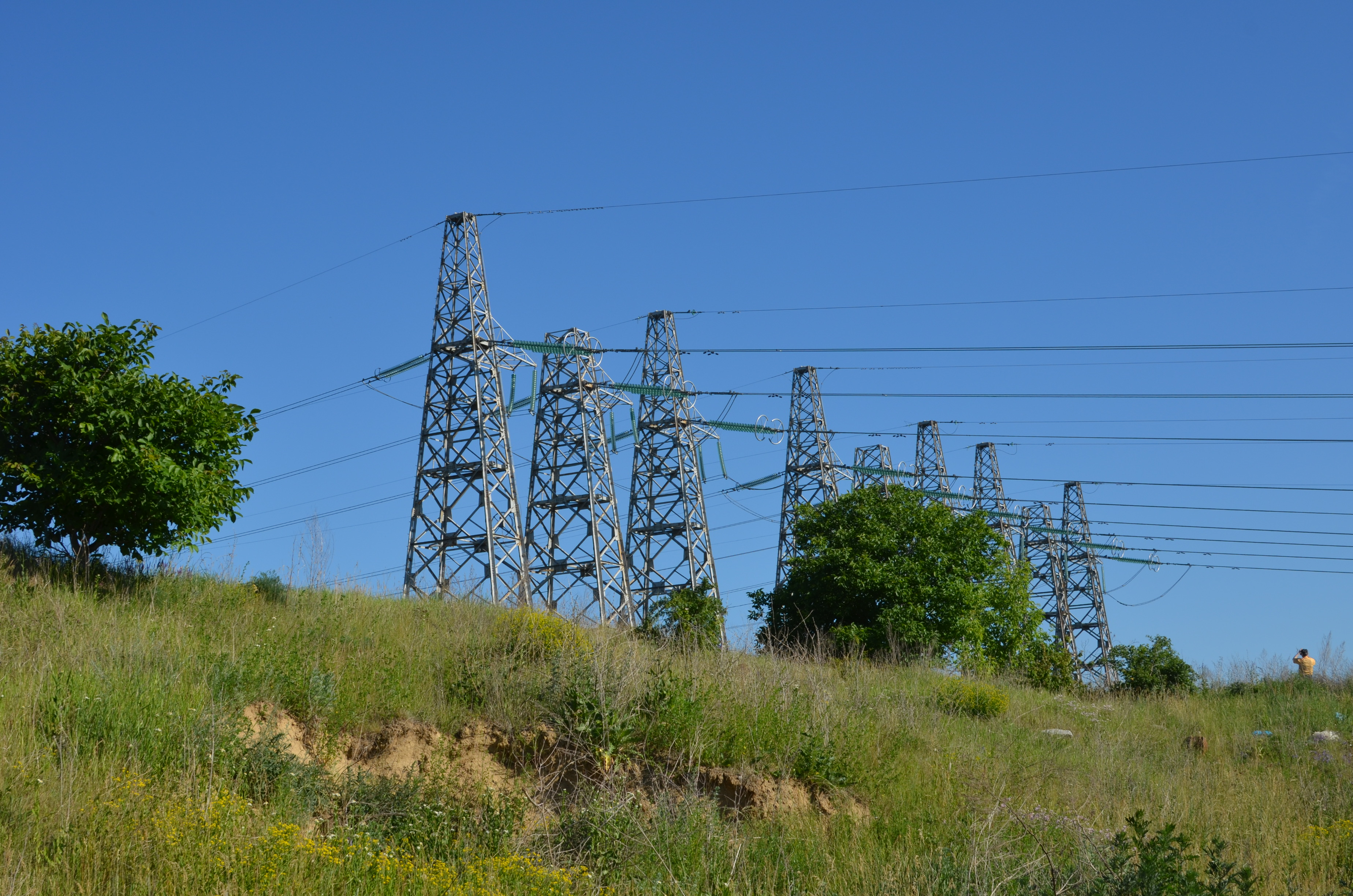
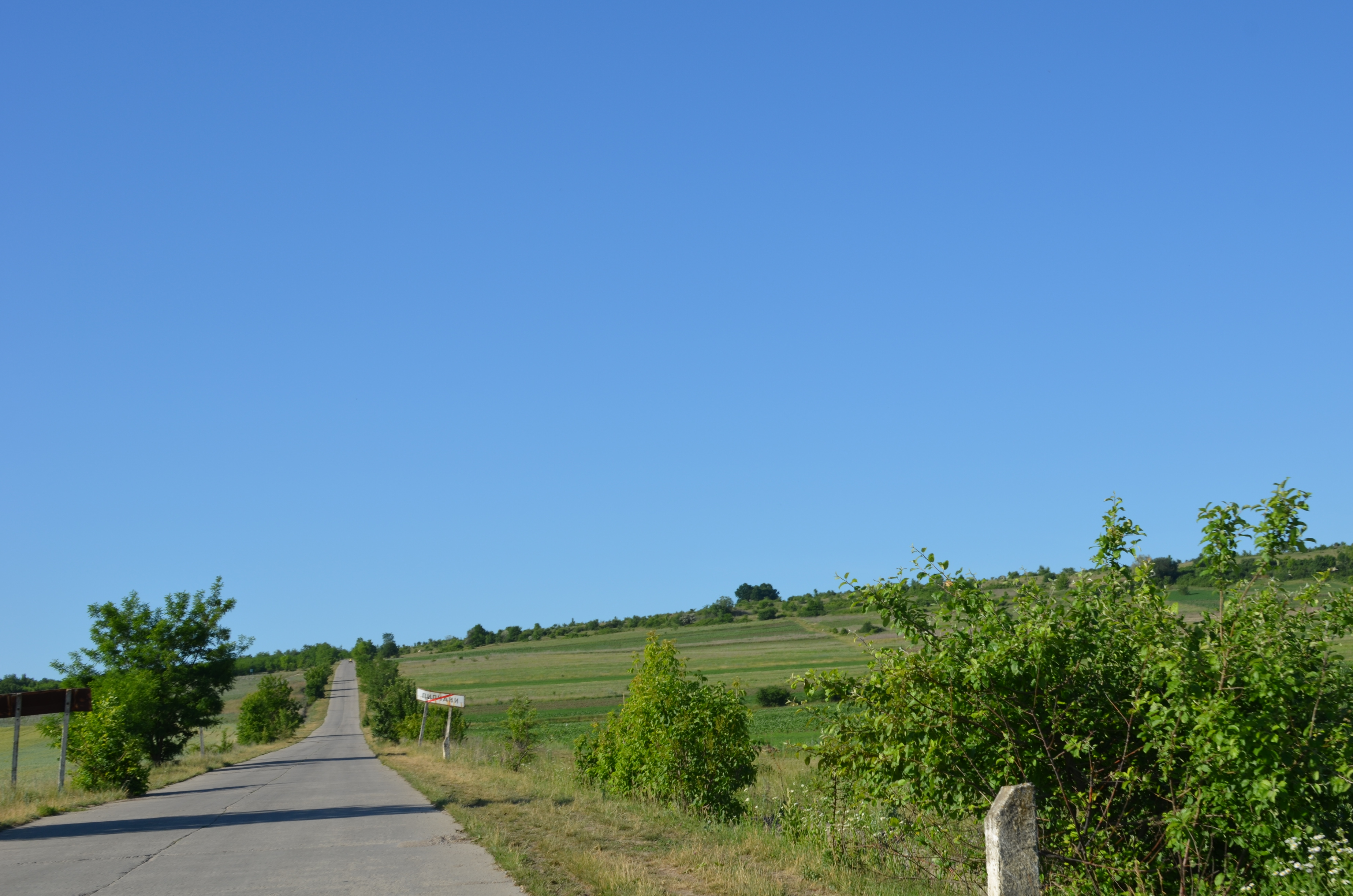
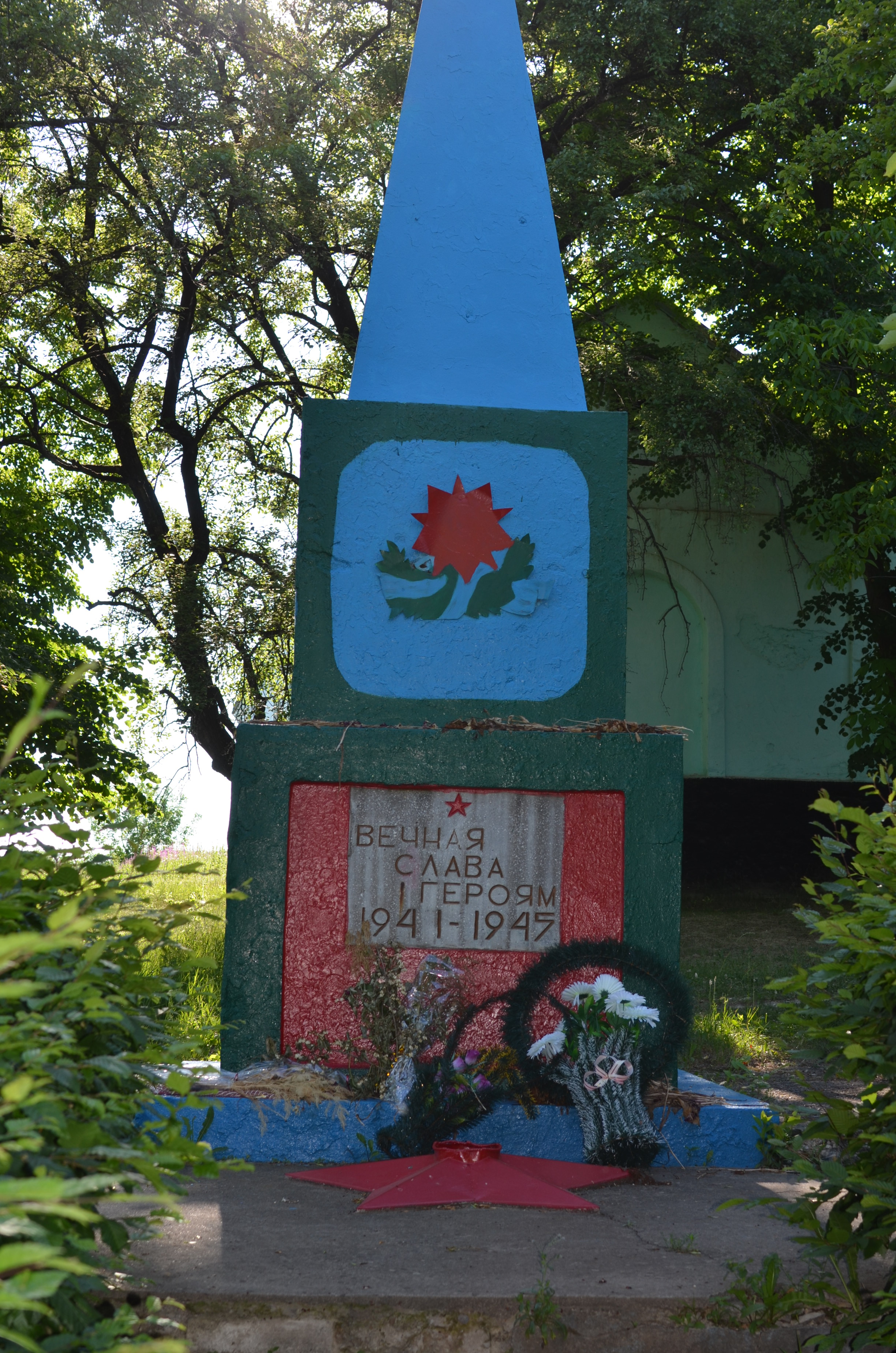
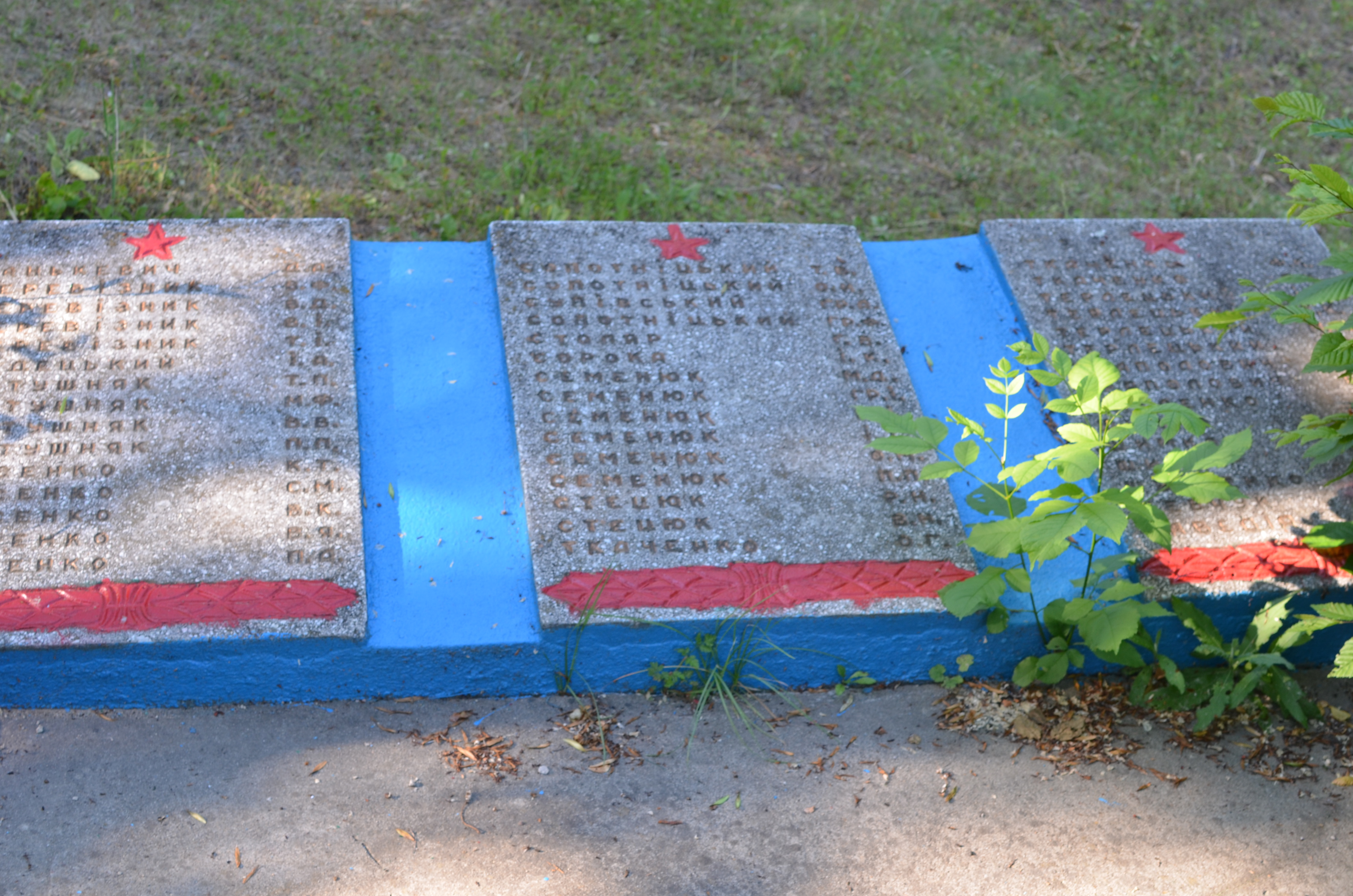
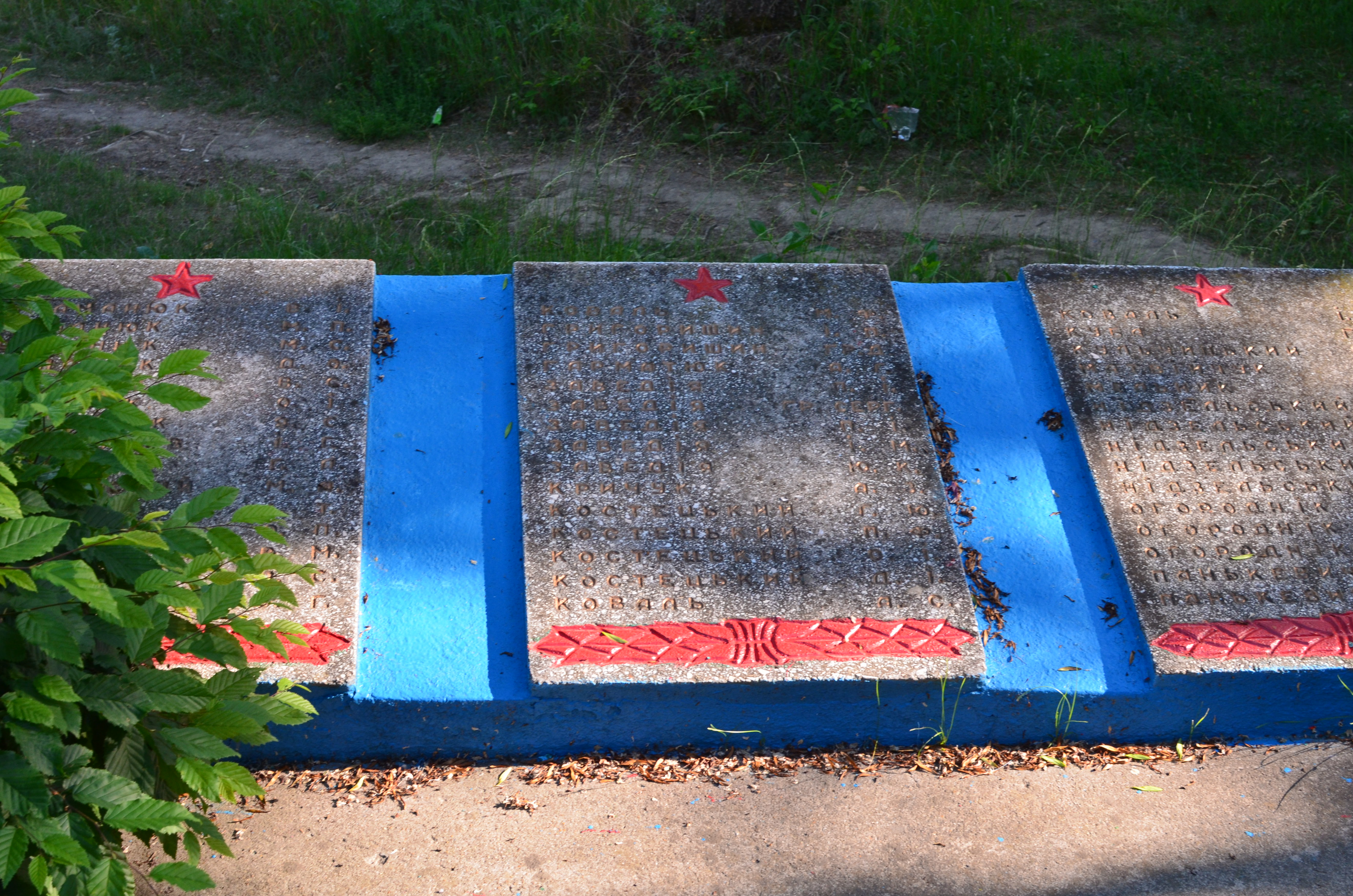